# Реден (Нидерланды)

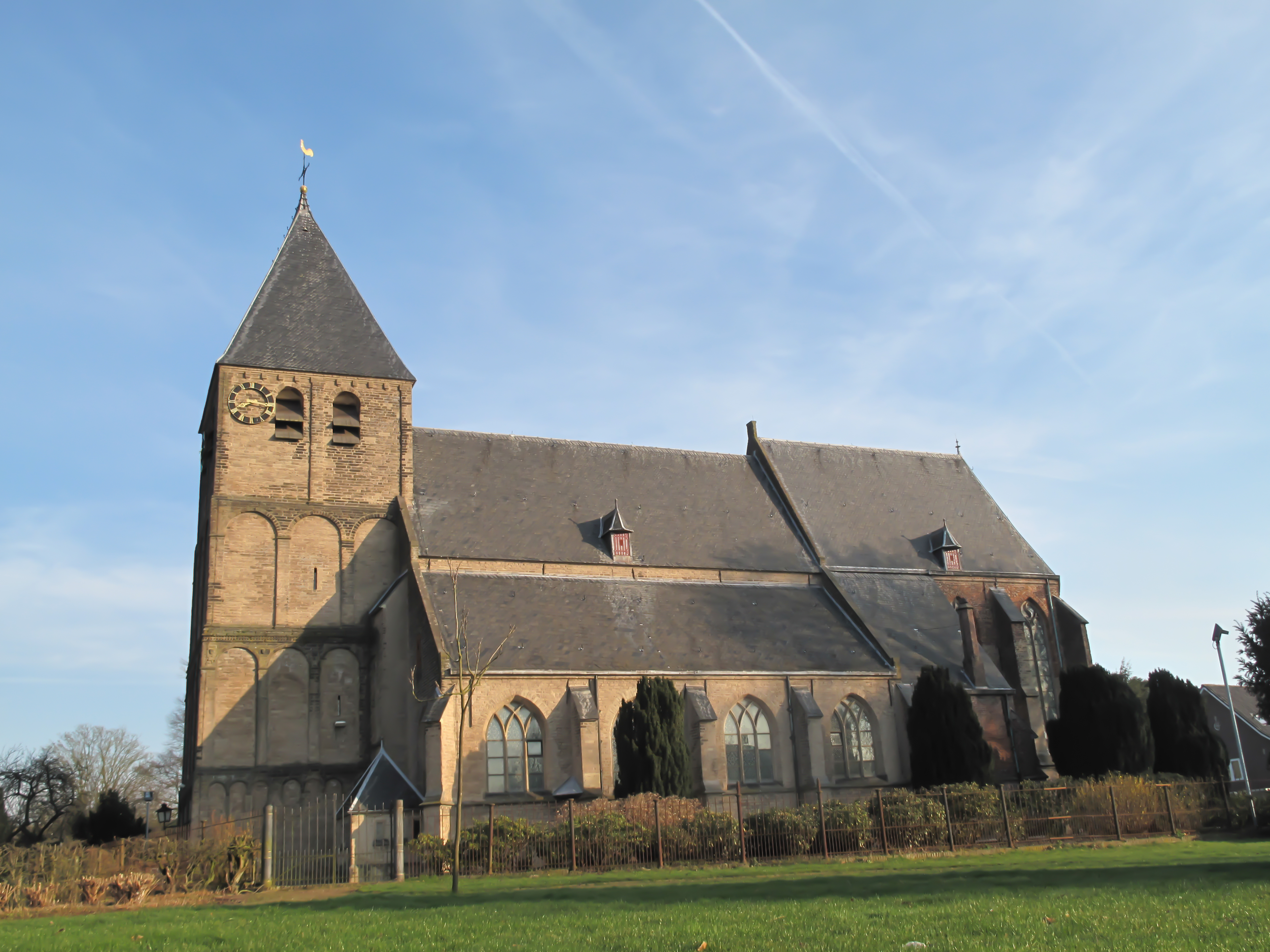
Эмело

Рейден (нидерл. Rheden) — община и город в провинции Гелдерланд в восточных Нидерландах. Население на 2012 год составило 43616 человек.

## Крупные деревни
- Велп (2003 население: 17,615)
- Дирен (15,283)
- Реден (7.912)
- Де Стиг (1,288)
- Эллеком (1,105)
- Спанкирин (1,058)
- Лааг Сурен (806)

## Достопримечательности
В Редене располагается усадьба Миддахтен, которая служила резиденцией для Вильгельма III Оранского.